# Tsirk sgorel, i klouny razbezjalis
Tsirk sgorel, i klouny razbezjalis (russisk: Цирк сгорел, и клоуны разбежались) er en russisk spillefilm fra 1997 af Vladimir Bortko.

## Medvirkende
- Nikolaj Karatjentsov som Nikolaj Khudokormov
- Tanya Yu
- Zinaida Sjarko
- Nina Ruslanova som Toma
- Marija Sjuksjina som Lena